# Горан Брайкович
Горан Брайкович (хорв. Goran Brajković; нар. 18 липня 1978, Загреб, СФРЮ — пом. 28 червня 2015, Матульї, Хорватія) — хорватський футболіст, півзахисник. Помер на своєму мотоциклі в аварії в місті Матульї.

## Клубна кар'єра
Футбольну кар'єру розпочав у 1998 році в складі «Рієки», в складі якого виступав протягом 5 сезонів та провів 131 поєдинок у чемпіонаті Хорватії. У 2003 році переїхав до України, де підписав контракт з київським «Арсеналом». Дебютував у футболці «канонірів» 17 липня 2003 року в переможному (2:1) домашньому поєдинку 2-го туру Прем'єр-ліги проти столичної «Оболоні». Брайкович вийшов на поле в стартовому складі та відіграв увесь матч. 24 серпня 2003 року в 1/16 фіналу кубку України відзначився двома голами (на 24 та 78-й хвилинах) у воротах стрийського «Газовика-Скала» та допоміг киянам здобути виїзну перемогу з рахунком 4:1. Горан вийшов на поле в стартовому складі та відіграв увесь матч. У футболці «Арсеналу» провів 6 поєдинків у Вищій лізі, ще 2 поєдинки (2 голи) провів у кубку України. Також провів один поєдинок у футболці першоліговому київському ЦСКА. На початку січня 2004 року відправився на перегляд до російського «Шинника», сторони були близькі до підписання контракту, але в останній момент трансфер зірвався.
Виступав також у клубах «Поморац», «Бела Країна», ГК, «Фламуртарі», «Касторія», а також «Опатія», в складі якої Брайкович виступав протягом п'яти сезонів та завершив кар'єру футболіста в 2014 році.

## Кар'єра в збірній
Виступав у юнацькій (U-20) та молодіжній збірній Хорватії.
В 2001 році впевнена гра молодого півзахисника привернула увагу головного тренера збірної ХорватіїДражана Єрковича, який викликав Брайковича до табору національної збірної. У складі хорватської збірної дебютував 10 листопада 2001 року в нічийному (1:1) товариському матчі проти Південної Кореї. А три дні по тому знову вийшов в футболці національної збірної Хорватії в другому товариському матчі проти Південної Кореї, але цього разу азійська збірна перемогла з рахунком 2:0, а горан більше не викликався до табору збірної.

### Матчі за збірну
| Матчі Горана Брайковича за збірну Хорватія | Матчі Горана Брайковича за збірну Хорватія | Матчі Горана Брайковича за збірну Хорватія | Матчі Горана Брайковича за збірну Хорватія | Матчі Горана Брайковича за збірну Хорватія | Матчі Горана Брайковича за збірну Хорватія |
| №                                          | Дата                                       | Матч                                       | Рахунок                                    | Змагання                                   | Голи                                       |
| Як гравець «Рієки»                         | Як гравець «Рієки»                         | Як гравець «Рієки»                         | Як гравець «Рієки»                         | Як гравець «Рієки»                         | Як гравець «Рієки»                         |
| ------------------------------------------ | ------------------------------------------ | ------------------------------------------ | ------------------------------------------ | ------------------------------------------ | ------------------------------------------ |
| 1                                          | 10 листопада 2001                          | Південна Корея – Хорватія                  | 2 – 0                                      | Товариський                                | 0                                          |
| 2                                          | 13 листопада 2001                          | Південна Корея – Хорватія                  | 1 – 1                                      | Товариський                                | 0                                          |

Станом на 29 червня 2015 року.